# Ella Henderson
Gabriella Michelle Henderson ou Ella Henderson (12 de Janeiro de 1996) é uma cantora e compositora britânica. Foi finalista da 9º edição do The X Factor UK ficando em 6º lugar nas finais. Em 2013, logo após o fim do programa, assinou contrato com a gravadora Syco Music.
Seu single de estreia, "Ghost", co-escrito por Ryan Tedder, foi lançado no dia 8 de junho de 2014 e alcançou a primeira posição na tabela musical do Reino Unido, UK Singles Charts, permanecendo no top cinco por oito semanas consecutivas.
Seu álbum de estreia, Chapter One, foi lançado no dia 13 de outubro de 2014 e alcançou as primeiras posições na UK Albums Chart. Teve  até o momento quatro singles: "Ghost", "Glow", "Yours" e "Mirror Man".

## Vida pessoal
Ella Henderson nasceu e foi criada em Tetney, um pequeno vilarejo na Inglaterra, por seus pais Sean e Michelle. Ela tem dois irmãos chamados  Patrick e Fraser e uma irmã chamada Holly. Na sua adolescência, demonstrou seu interesse por moda e adotou o estilo vintage para se vestir.
Henderson começou a cantar com três anos de idade e alguns anos depois, aprendeu sozinha a tocar piano. Ela passou a tocar e cantar nas reuniões de família e desenvolveu um vínculo especial com seu avô Bill, que a encorajou a prosseguir com a carreira de cantora e compositora. Seu interesse pela música aumentou quando estava na escola primária "St Martin’s Preparatory School" em Grimsby, e  então resolveu fazer uma audição para ganhar uma bolsa de estudos na escola de artes "Tring Park School for the Performing Arts" em Hertfordshire. Ela passou e permaneceu na escola dos seus 11 aos 16 anos, no mesmo tempo que Dan Ferra-Lane da boyband District3, que também estaria anos mais tarde com Ella no X Factor em 2012.
No inicio de 2012, Henderson apareceu em um especial de natal de celebridades no canal de televisão Channel 4, onde ela cantou "All I Want for Christmas Is You". Ela foi convidada por Bianca Gascoigne, que é uma amiga da família de Ella e que também fez teste para o X Factor em 2012. O especial foi filmado antes de Henderson aparecer no The X Factor UK.

## Carreira

### 2012: The X Factor UK
Em 2012, Henderson participou das audições da 9º temporada do The X Factor do Reino Unido. Ela conseguiu passar e entrar no programa,  onde teve como mentora Tulisa Contostavlos. Henderson e James Arthur estavam nas duas posições mais baixas na semana 7 do do programa e tiveram que cantar para os juízes decidirem quem iria permanecer e quem iria sair. A decisão entre eles foi de empate, então o destino de ambos ficaram nas mãos do público que decidiu que Arthur deveria permanecer com 13,7% dos votos contra 12,1% de Ella.
 O apresentador Dermot'O Lery descreveu a saída de Henderson como "um dos maiores choques que já tivemos em uma eliminação".
Durante o seu show de despedida, uma série de celebridades se colocaram a favor de Henderson, incluindo Adele, Chloë Grace Moretz, Simon Cowell, Sarah Millican, Kitty Brucknell, Stephen Fry, Lily Allen, Nick Grimshaw e Cher. Em 2013, O'Lery nomeou  Ella Henderson como umas das artistas mais talentosas em seus sete anos de programa.

### 2013 - atualmente: Álbum de estreia
Em 15 de dezembro de 2012, Henderson apareceu no programa do canal irlandês RTÉ "The Saturday Night Show", onde cantou "Silent Night". Na entrevista concedida no programa, ela revelou que havia assinado um contrato com a gravadora Sony Music Entertainment. Em 24 de dezembro de 2012, ela se apresentou no show de Myleene Klass's na rádio Heart FM, cantando "Last Christmas" e "Have Yourself a Merry Little Christmas". No dia 22 de dezembro do mesmo ano, Henderson confirmou que havia assinado com a gravadora Syco Music de Simon Cowell, subsidiaria da Sony Music.
Durante o ano de 2013, Henderson lançou uma série de músicas promocionais ao vivo no Youtube, incluindo um mashup da música de Drake "Hold On, We're Going Home" e de John Newman "Love Me Again" além de quatro canções de sua autoria: Evaporate( no qual ela cantou em suas apresentações no The X Factor e durante uma videochamada entre fãs), "Waiting", "Five Tattoos" e "The First Time".
Em março de 2014, a cantora anunciou o nome de seu álbum de estreia: Chapter One. O álbum foi escrito por Henderson em colaboração com uma série de escritores e produtores, entre eles: Claude Kelly (que já trabalhou com Britney Spears, Kelly Clarkson, Jessie J e Michael Jackson), Eg White (Adele, Tom Odell, Will Young, Duffy e James Morrison), Salaam Remi (Nas, Amy Winehouse, Fergie, Alicia Keys), Richard "Biff" Stannard, Babyface (Madonna, Janet Jackson, Ariana Grande) e TMS (Professor Green e Emeli Sandé, e Little Mix). Também foi revelado que Henderson se reuniu com Sandé para que elas trabalhassem em algumas músicas juntas.
Em março de 2014, foi anunciado que o lead single do álbum e single de estreia de Henderson seria "Ghost", co-escrito por Ryan Tedder. O videoclipe da canção foi filmado em Nova Orleans, Estados Unidos, e estreou em 23 de abril de 2014. "Ghost" foi lançada oficialmente no dia 8 de junho de 2014. Chapter One está previsto para estrear no outono norte-americano de 2014. Ella Henderson apresentou a canção ao vivo pela primeira vez na semifinal do Britain's Got Talent em 26 de maio de 2014. No dia 4 de agosto de 2014, Ella lançou o seu segundo single no Reino Unido, "Glow", canção que foi co-escrita com Camille Purcell.

## Discografia

### Álbuns de estúdio
| Título                                                                                        | Detalhe do álbum                                                                                   | Posições em paradas músicais | Posições em paradas músicais | Posições em paradas músicais | Posições em paradas músicais | Posições em paradas músicais | Posições em paradas músicais | Posições em paradas músicais | Posições em paradas músicais | Posições em paradas músicais | Posições em paradas músicais | Posições em paradas músicais | Certificações  |
| Título                                                                                        | Detalhe do álbum                                                                                   | UK                           | AUS                          | AUT                          | BEL                          | IRE                          | ALE                          | HOL                          | SUE                          | SCO                          | SUI                          | EUA                          | Certificações  |
| --------------------------------------------------------------------------------------------- | -------------------------------------------------------------------------------------------------- | ---------------------------- | ---------------------------- | ---------------------------- | ---------------------------- | ---------------------------- | ---------------------------- | ---------------------------- | ---------------------------- | ---------------------------- | ---------------------------- | ---------------------------- | -------------- |
| Chapter One                                                                                   | - Lançamento: 13 de outubro de 2014 - Gravadora: Syco - Formatos: CD, digital download             | 1                            | 11                           | 14                           | 27                           | 4                            | 22                           | 44                           | 34                           | 1                            | 9                            | 11                           | - BPI: Platina |
| Everything I Didn't Say                                                                       | - Lançamento: 11 de março de 2022 - Gravadora: Major Toms, Asylum - Formatos: CD, digital download | 8                            | —                            | —                            | —                            | 30                           | —                            | —                            | —                            | 9                            | —                            | —                            | - BPI: Ouro    |
| "—" indica que a gravação não foi incluída nas paradas ou não foi distribuída naquela região. | |                              |                              |                              |                              |                              |                              |                              |                              |                              |                              |                              |                |

### Singles
| Ano  | Single                                                 | Paradas musicais | Paradas musicais | Paradas musicais | Paradas musicais | Paradas musicais | Paradas musicais | Paradas musicais | Paradas musicais | Paradas musicais | Paradas musicais | Paradas musicais | Paradas musicais | Certificação                                                                   | Álbum                   |
| Ano  | Single                                                 | UK               | AUS              | AUT              | DIN              | ALE              | IRL              | HOL              | NZ               | POL              | ESC              | SUE              | SUI              | Certificação                                                                   | Álbum                   |
| ---- | ------------------------------------------------------ | ---------------- | ---------------- | ---------------- | ---------------- | ---------------- | ---------------- | ---------------- | ---------------- | ---------------- | ---------------- | ---------------- | ---------------- | ------------------------------------------------------------------------------ | ----------------------- |
| 2014 | "Ghost"                                                | 1                | 3                | 2                | 15               | 3                | 1                | 32               | 4                | 1                | 1                | 11               | 10               | - BPI: 2× Platina - ARIA: Platina - BVMI: Ouro - RMNZ: Platina - RIAA: Platina | Chapter One             |
| 2014 | "Glow"                                                 | 7                | 49               | —                | —                | —                | 17               | —                | 26               | —                | 3                | —                | —                | - BPI: Prata                                                                   | Chapter One             |
| 2014 | "Yours"                                                | 16               | —                | —                | —                | —                | 41               | —                | —                | —                | 8                | —                | —                | - BPI: Platina                                                                 | Chapter One             |
| 2015 | "Mirror Man"                                           | 96               | —                | —                | —                | —                | —                | —                | —                | —                | 54               | —                | —                |                                                                                | Chapter One             |
| 2019 | "Friends"                                              | —                | —                | —                | —                | —                | —                | —                | —                | —                | —                | —                | —                |                                                                                | Glorious                |
| 2019 | "This Is Real"                                         | 9                | —                | —                | —                | —                | 14               | —                | —                | —                | 3                | —                | —                | - BPI: Platina                                                                 | Snacks (Supersize)      |
| 2020 | "Take Care of You"                                     | 50               | —                | —                | —                | —                | 79               | —                | —                | —                | 8                | —                | —                | - BPI: Prata                                                                   | —                       |
| 2020 | "Dream on Me" (com Roger Sanchez)                      | —                | —                | —                | —                | —                | —                | —                | —                | —                | 25               | —                | —                |                                                                                | —                       |
| 2021 | "Let's Go Home Together"                               | 10               | —                | —                | —                | —                | 11               | —                | —                | —                | —                | —                | —                | - BPI: Platina                                                                 | Everything I Didn't Say |
| 2021 | "Risk It All" (com House Gospel Choir and Just Kiddin) | 100              | —                | —                | —                | —                | —                | —                | —                | —                | —                | —                | —                |                                                                                | —                       |
| 2021 | "Hurricane" (com Ofenbach)                             | —                | —                | —                | —                | —                | —                | —                | —                | —                | —                | —                | —                |                                                                                | —                       |
| 2022 | "Brave"                                                | 42               | —                | —                | —                | —                | 89               | —                | —                | —                | —                | —                | —                |                                                                                | Everything I Didn't Say |

### Singles Promocionais
| Ano  | Single                                    | Paradas musicais | Paradas musicais | Álbum    |
| Ano  | Single                                    | ALE              | ESC              | Álbum    |
| ---- | ----------------------------------------- | ---------------- | ---------------- | -------- |
| 2019 | "Glorious"                                | —                | 42               | Glorious |
| 2019 | "Young"                                   | —                | —                | Glorious |
| 2020 | "Blame It on the Mistletoe" (AJ Mitchell) | 77               | 94               | —        |